# یولی انگبرخت
یولی انگبرخت (آلمانی: Julie Engelbrecht؛ زادهٔ ۳۰ ژوئن ۱۹۸۴) هنرپیشه اهل آلمان است.
از فیلم‌ها یا برنامه‌های تلویزیونی که وی در آن نقش داشته‌است می‌توان به قبل از سقوط، بارون قرمز، باربیکیو، خواهر داماد و آخرین شکارچی جادوگر اشاره کرد.